# Furde
Furde (cyr. Фурде) – wieś w Bośni i Hercegowinie, w Republice Serbskiej, w gminie Kozarska Dubica. W 2013 roku liczyła 50 mieszkańców.